# Nuncjatura Apostolska w Bułgarii

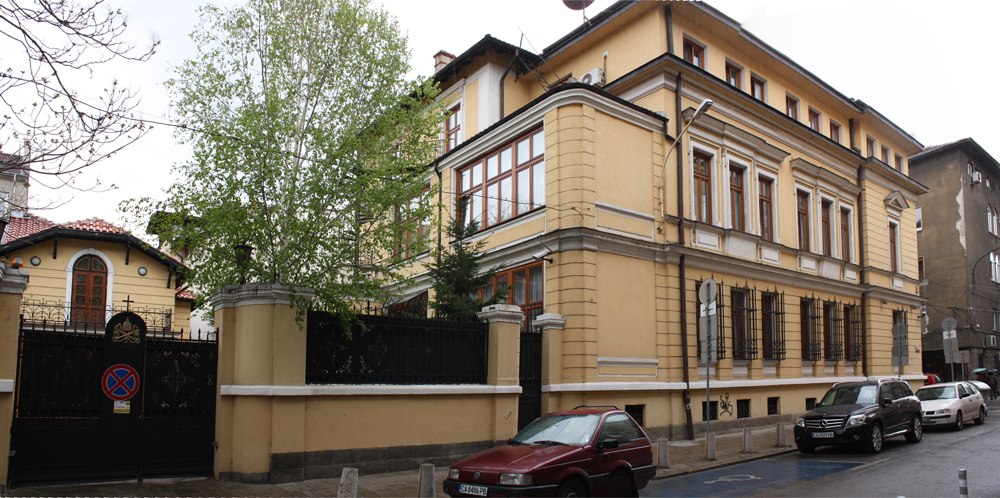
Nuncjatura Apostolska w Bułgarii

Nuncjatura Apostolska w Bułgarii – misja dyplomatyczna Stolicy Apostolskiej w Bułgarii. Siedziba nuncjusza apostolskiego mieści się w Sofii. 
Nuncjusz apostolski w Bułgarii akredytowany jest również w Republice Macedonii Północnej.

## Historia
W 1931 papież Pius XI utworzył Delegaturę Apostolską Bułgarii. Kres jej istnieniu, około 1948 roku przyniosło objęcie przez komunistów bułgarskich władzy w tym państwie. Po ponownym nawiązaniu stosunków dyplomatycznym między Stolicą Apostolską a Bułgarią, w 1991, papież Jan Paweł II powołał Nuncjaturę Apostolską w Bułgarii.

## Szefowie misji dyplomatycznej Stolicy Apostolskiej w Bułgarii

### Delegaci apostolscy
- św. abp Angelo Giuseppe Roncalli (1931 - 1934) - późniejszy papież Jan XXIII
- abp Giuseppe Mazzoli (1934 - 1945)

### Nuncjusze apostolscy
- abp Mario Rizzi (1991 - 1996)
- abp Blasco Francisco Collaço (1996 - 2000)
- abp Antonio Mennini (2000 - 2002)
- abp Giuseppe Leanza (2003 - 2008)
- abp Janusz Bolonek (2008 - 2013)
- abp Anselmo Guido Pecorari (2014 – 2021)
- abp Luciano Suriani (od 2022)